# Yushania crassicollis
Yushania crassicollis är en gräsart som beskrevs av Tong Pei Yi. Yushania crassicollis ingår i släktet yushanior, och familjen gräs. Inga underarter finns listade i Catalogue of Life.